# Pteromalus nebulosus
Pteromalus nebulosus är en stekelart som beskrevs av Dalla Torre 1898. Pteromalus nebulosus ingår i släktet Pteromalus och familjen puppglanssteklar. Inga underarter finns listade i Catalogue of Life.